# Cedusa dubiata
Cedusa dubiata är en insektsart som beskrevs av Caldwell 1944. Cedusa dubiata ingår i släktet Cedusa och familjen Derbidae. Inga underarter finns listade i Catalogue of Life.